# Pareques lanfeari
Pareques lanfeari is een  straalvinnige vissensoort uit de familie van ombervissen (Sciaenidae). De wetenschappelijke naam van de soort is voor het eerst geldig gepubliceerd in 1947 door Barton.
De soort staat op de Rode Lijst van de IUCN als niet bedreigd, beoordelingsjaar 2007.